# Куммерфельд
Куммерфельд (нім. Kummerfeld) — громада в Німеччині, розташована в землі Шлезвіг-Гольштейн. Входить до складу району Піннеберг. Складова частина об'єднання громад Піннау.
Площа — 6,5 км2. Населення становить 2371 ос. (станом на 31 грудня 2020).